# Shaktism

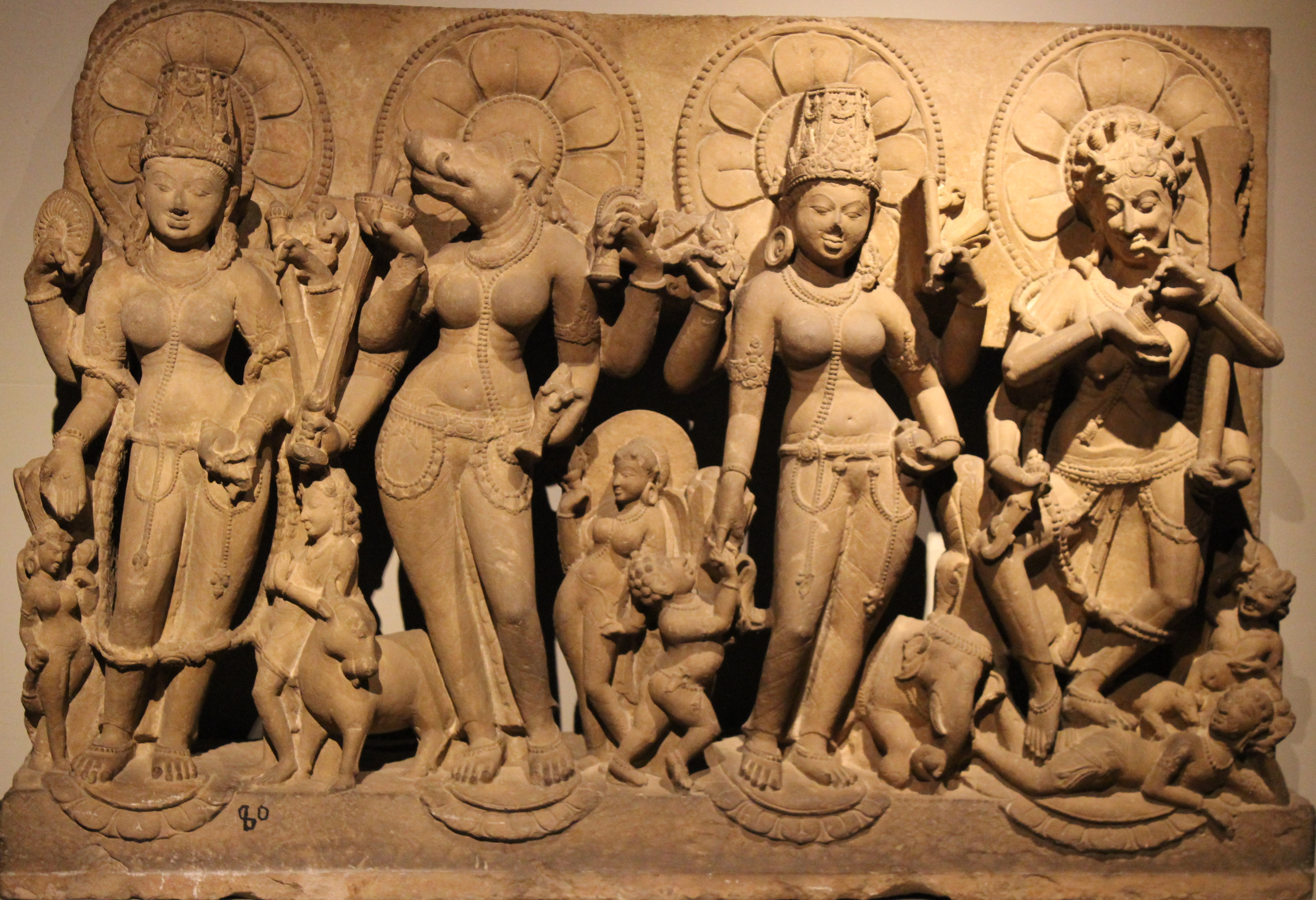
Shaktism là một truyền thống lấy Nữ thần làm trung tâm của Ấn Độ giáo.

Shaktism (tiếng Phạn: Śāktaḥ nghĩa đen là "học thuyết về năng lượng, điện, nữ thần vĩnh cửu") là một môn phái chính của Ấn Độ giáo, trong đó thực tế siêu hình được coi là ẩn dụ của một người phụ nữ và Shakti được coi là thần tính tối thượng. Nó bao gồm nhiều nữ thần, tất cả đều được coi là các khía cạnh của cùng một nữ thần tối cao. Chủ nghĩa Shak chủ nghĩa có các truyền thống phụ khác nhau, từ những truyền thống tập trung vào Parvati duyên dáng đến các môn phái tập trung vào Kali hung dữ.
Các văn bản Sruti và Smriti của Ấn Độ giáo là một khuôn khổ lịch sử quan trọng của truyền thống chủ nghĩa Shak. Ngoài ra, nó còn tôn kính các văn bản Devi Mahatmya, Devi-Bhagavata Purana, Mahabhagwata Purana và Shakta Upanishad như Devi Upanishad. Đặc biệt, Devi Mahatmya, được coi là quan trọng trong Shaktism như Bhagavad Gita.
Shakism được biết đến với nhiều truyền thống phụ khác nhau của Tantra, cũng như một loạtcác nữ thần với các hệ thống tương ứng. Nó bao gồm Vidyapitha và Kulamārga. Các nữ thần trong đạo Shakism phát triển sau sự suy tàn của Phật giáo ở Ấn Độ, trong đó các nữ thần Hindu và Phật giáo được kết hợp để tạo thành Mahavidya, một danh sách mười nữ thần. Các khía cạnh phổ biến nhất của Devi được tìm thấy trong Shakuality bao gồm Durga, Kali, Saraswati, Lakshmi, Parvati và Tripurasundari. Truyền thống tập trung vào Nữ thần rất phổ biến ở Đông Bắc Ấn Độ, đặc biệt là Tây Bengal và Assam, nơi tổ chức các lễ hội như Durga puja, phổ biến ở Tây Bengal. Các ý tưởng của chủ nghĩa Shakism đã ảnh hưởng đến truyền thống Vaishnavism và Shaivism, với Nữ thần được coi là Shakti / Năng lượng của Vishnu và Shiva, và được tôn kính nổi bật trong nhiều đền thờ và lễ hội Hindu.